# 康夫人
康夫人（706年—755年），安禄山的元配妻子，安禄山长子安慶宗和安庆绪的母亲。
《新唐书》称唐朝天宝六载（747年），唐玄宗封安禄山次妻段氏为国夫人；当时安禄山元配康氏还在世。天宝十四载（755年），安禄山在范陽（今北京）发动叛乱，年底占领洛阳。唐玄宗杀死了在长安的康氏和安慶宗。安禄山于天宝十五载（756年）称大燕皇帝，改元圣武，段氏被立为皇后。康氏的儿子安庆绪是次子，不得父亲宠爱。安禄山喜爱段氏和段氏的儿子安庆恩，想以安慶恩作继承人。圣武二年（757年）正月，安庆绪谋杀了安禄山。
史思明杀安庆绪后，諡康夫人為哀皇后。